# Muritaia kaituna
Muritaia kaituna är en spindelart som beskrevs av Forster och Wilton 1973. Muritaia kaituna ingår i släktet Muritaia och familjen mörkerspindlar. Inga underarter finns listade i Catalogue of Life.